# 名古屋大學醫學部附屬醫院
名古屋大學醫學部附屬醫院（日语：／）是日本愛知縣名古屋市昭和區鶴舞町的教學醫院，隸屬於國立大學法人東海國立大學機構名古屋大學醫學部。簡稱名大醫院。
作為在國際標準臨床研究等方面發揮核心作用的國內核心醫院，厚生勞動省將本院列為「臨床研究中核醫院」。

## 沿革

### 年表
- 1871年5月：名古屋藩評定所舊址設置臨時醫院[6]。
- 1875年1月：更名為愛知縣醫院。
- 1876年4月：更名為公立病醫院。
- 1881年10月：更名為愛知醫院。
- 1922年7月：更名為愛知醫科大學醫院。
- 1924年6月：更名為愛知醫科大學附屬醫院。
- 1931年5月：設立名古屋醫科大學附屬醫院。
- 1939年4月：更名為名古屋帝國大學醫學部附屬醫院。
- 1945年3月：因名古屋大空襲醫院半毀[7]。
- 1947年10月：更名為名古屋大學醫學部附屬醫院。
- 1949年5月：更名為名古屋大學醫學部附屬醫院。

## 診療科

### 內科系
- 血液內科
- 心臟內科
- 消化內科
- 呼吸內科
- 糖尿病·內分泌內科
- 腎臓內科
- 精神科
- 親子心療科（兒童精神科）
- 小兒科
- 放射線科
- 老年內科
- 腦神經內科
- 綜合診療科
- 救急科

### 外科系
- 血管外科
- 移植外科
- 消化器外科一
- 消化器外科二
- 乳腺·內分泌外科
- 骨科
- 風濕科
- 手外科
- 產科婦科
- 眼科
- 皮膚科
- 泌尿器科
- 耳鼻咽喉科
- 麻醉科
- 牙科口腔外科
- 腦神經外科
- 呼吸外科
- 心脏外科
- 整形外科
- 小兒外科
- 復健科

## 先進醫療
- 抗惡性腫瘤藥物治療的耐藥基因檢測
- 病毒引起難治性眼感染疾患的迅速診斷（PCR法）
- 低密度脂蛋白血漿析離術
- 培美曲塞（Pemetrexed）靜脈給藥及順鉑靜脈給藥併用療法－肺癌（扁平上皮肺癌及小細胞肺癌除外，僅限從病理學判斷完全切除之患者。）
- 干擾素α皮下給藥及Zidovudine口服給藥併用療法－成人T細胞白血病淋巴瘤（僅限有症狀燜燃型或無預後不良因素的慢性型。）
- 術前S-1口服、順鉑靜脈投藥及賀癌平靜脈投藥併用療法－可切除且有高度淋巴轉移之胃癌（僅限HER2陽性。）
- 骨髓間葉細胞的頜骨再生療法－腫瘤、下頜骨骨髓炎、外傷等造成大範圍頜骨或齒槽骨缺損（僅限上頜連續三分之一以上連續頷骨缺損，或上頷竇、通往鼻腔的頜骨缺損上顎，僅限下頜連續三分之一以上齒槽骨缺損或下頜骨區域切除以上的頜骨缺損。齒槽骨缺損的牙周病患及年老早成的蝕骨作用除外。）（日本國內唯一）
- 帝盟多用量強化療法－膠質母細胞瘤（僅限於初次發作初次治療後復發或惡化的患者 。）
- S-1口服給藥與紫杉醇靜脈和腹腔內給藥的併用療法－胰臟癌（無遠距轉移、腹膜轉移。）
- S-1口服給藥、順鉑靜脈給藥及紫杉醇腹腔內投藥併用療法－腹膜擴散的初發胃癌
- 周術期Durvalumab靜脈給藥療法－肺尖-胸腔入口腫瘤（僅限於化學放射線療法後，無同側肺門淋巴結、縱隔腔淋巴結、同一肺葉或同側肺葉內的轉移及遠距轉移。）

## 登錄有形文化財
名古屋大學醫學部附屬醫院大門及外塀已被登錄為登錄有形文化財。

## 嚴重特殊傳染性肺炎感染
2020年4月15日，男性醫師確診嚴重特殊傳染性肺炎。醫師該月就任老人內科，10日出現疲倦和味覺障礙等症狀後檢測確診。

## 交通方式
位於鶴舞公園北側，東鄰名古屋工業大學。
- JR中央本線「鶴舞站」（名大醫院口）步行約3分。
- 名古屋市營地下鐵鶴舞線「鶴舞站」步行約8分。
- 名古屋市營巴士榮18號系統「名大醫院」巴士站。
- 名古屋市營巴士黑川12號系統、榮26號系統、榮20號系統「千代田5丁目」巴士站步行約8分。
- 名古屋市營巴士鶴舞11號系統「鶴舞公園北口」巴士站步行約5分。

## 外部連結
- 名古屋大学医学部附属病院 （页面存档备份，存于）
- 名古屋大学医学部附属病院（地図閲覧サービス）[]（国土地理院）